# Гривиця
Гри́виця (болг. Гривица) — село в Плевенській області Болгарії. Входить до складу общини Плевен.

## Населення
За даними перепису населення 2011 року у селі проживали 1699 осіб.
Національний склад населення села:
| Національність   | Кількість осіб | Відсоток |
| ---------------- | -------------- | -------- |
| болгари          | 1597           | 95,8%    |
| турки            | 54             | 3,2%     |
| цигани           | 9              | 0,5%     |
| Всього відповіли | 1667           |          |

Розподіл населення за віком у 2011 році:
Динаміка населення: